# Lux Veritatis

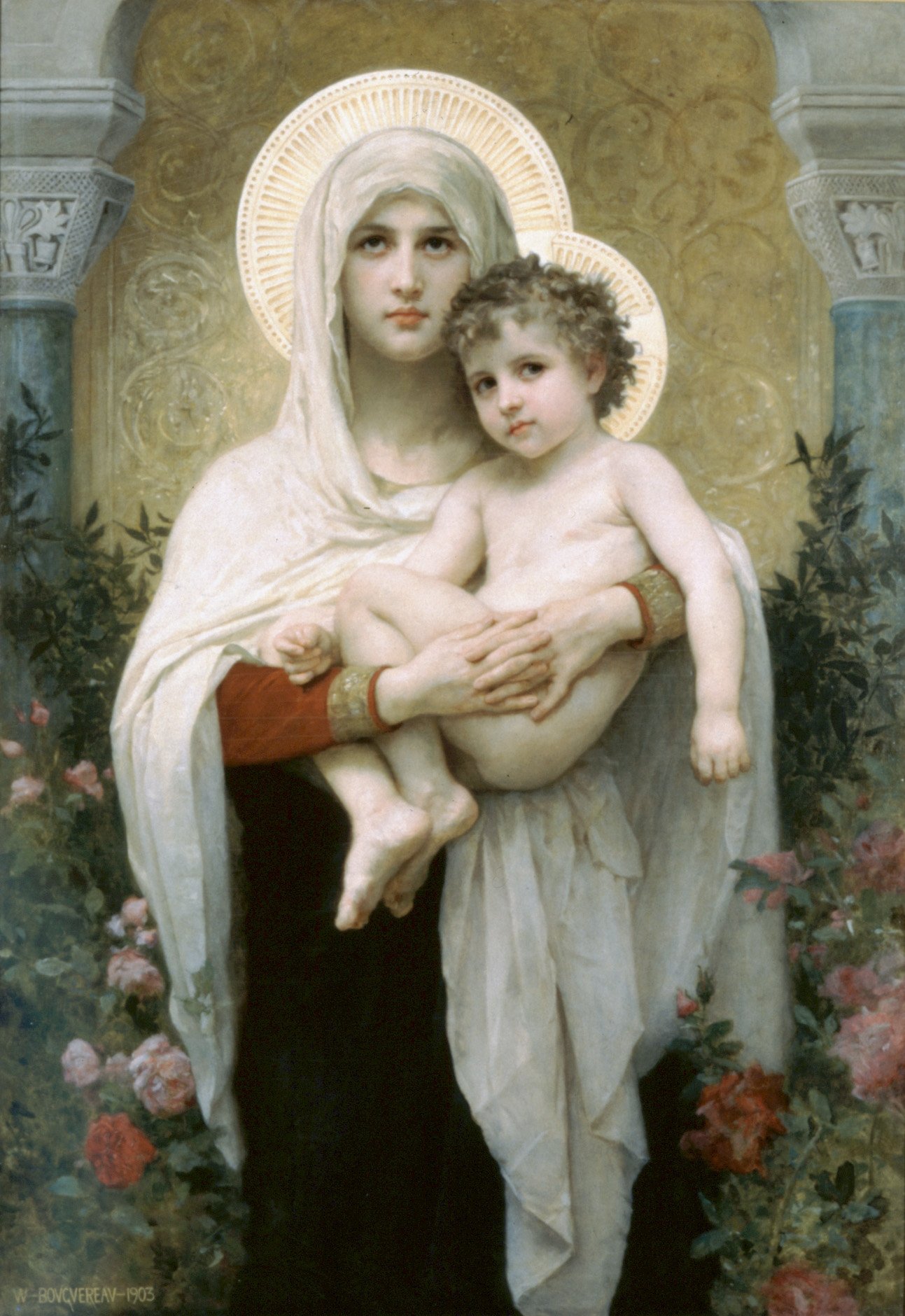
Maria, Moeder van God

Lux Veritatis (Latijn voor het licht van de waarheid) is een encycliek, uitgevaardigd door paus Pius XI op 25 december 1931, waarin de besluiten van het Concilie van Efeze (431) ten aanzien van het goddelijke moederschap van de Maagd Maria bevestigd werden. Voortkomend uit deze encycliek was de invoering van het feest van de heilige Maria Moeder van God als hoogfeest binnen de gehele Rooms-Katholieke Kerk.

## Concilie van Efeze
Nestorius, patriarch van Constantinopel van 428 tot 431, onderschreef de idee dat er binnen de persoon Jezus zich twee naturen manifesteerden: een goddelijke en een menselijke. Aangezien Maria slechts beschouwd moest worden als de moeder van de menselijke verschijning van Jezus, verwierp Nestorius de titel “Maria, moeder van God”. Deze stelling riep protesten op bij de patriarch van Alexandrië, Cyrillus, die hierop ook paus Celestinus I informeerde.
Een bijeengeroepen concilie in Efeze verwierp de ideeën van Nestorius en bestempelde ze als ketters. De benaming moeder Gods werd hierbij opnieuw bevestigd.

## Encycliek
In de encycliek nam Pius XI een hard standpunt in tegen de persoon Nestorius. De toenmalige patriarch werd beschuldigd van misleiding, die eerder bijval van het publiek zocht dan de glorie van God. Zijn ideeën getuigden van een arrogantie en perversiteit.
Met de encycliek bevestigde Pius XI eveneens de door God verleende autoriteit aan pausen met betrekking tot het geloof en de moraal. Deze stelling behoorde ook tot een van de dogma’s, bepaald tijdens het Concilie van Efeze.

Herinner hen eraan, dat de eenheid van dit waarlijk geloof rust en stevig staat op de ene rots door Christus gevestigd, en kan alleen veilig en intact gehouden worden door de hoogste autoriteit van de opvolgers van de Heilige Petrus

Hoewel de viering van Heilige Maria, moeder van God, al in diverse landen werden gevierd, riep Pius XI in de encycliek op om het feest voor de gehele kerk in te voeren. De feestdag werd vastgelegd op 11 oktober.

## Herziening
Voortkomend uit de besluiten van het Tweede Vaticaanse Concilie werd in 1974 de feestdag vastgesteld op 1 januari, de octaafdag van Kerstmis. Hierdoor kwam een ander feest, de Besnijdenis van de Heer (1 januari), te vervallen.